# جمهوری ولتای علیا
جمهوری ولتای علیا (به فرانسوی: République de Haute-Volta) کشوری سابقِ محصور در خشکی در غرب آفریقا بود که در تاریخ ۱۱ دسامبر ۱۹۵۸ میلادی به‌عنوان مستعمره‌ای خودمختار درون جامعهٔ فرانسوی ایجاد شد. پیش از خودمختاری جزئی از اتحادیهٔ فرانسوی شد در نهایت در ۵ اوت ۱۹۶۰ به‌استقلال رسید.
در ۴ اوت ۱۹۸۳ میلادی توما سانکارا با کودتایی نظامی در این کشور به‌قدرت رسید. پس از کودتا سانکارا با تشکیل «شورای ملی انقلاب» خود را بر منصب ریاست جمهوری گمارد. در ۴ اوت ۱۹۸۴ در دورهٔ ریاست جمهوری سانکارا نام کشور از «ولتای علیا» به بورکینافاسو به‌معنای «سرزمین مردم فسادناپذیر» دگرگون شد.